# 西洋無頼
『西洋無頼』（せいようごろつき、原題：Vagabonds of the Western World）は、アイルランド出身のハードロック・バンド、シン・リジィが1973年に発表した3作目のスタジオ・アルバム。

## 解説
本作を最後にオリジナル・ギタリストのエリック・ベルが脱退し、また、デッカ・レコード所属時としては最後のアルバムでもある。なお、バンドは1974年、ベルの後任ギタリストとしてゲイリー・ムーアを迎えるが、ムーアも数か月で脱退し、同年5月から6月にはアンディ・ジーやジョン・カンが一時的に加入して、最終的にはスコット・ゴーハムとブライアン・ロバートソンによるツイン・ギター編成となった。
本作のジャケットを描いたジム・フィッツパトリックは、以後も多数のシン・リジィのアルバム・ジャケットを手がけ、さらにバンドのロゴもデザインすることとなった。また、オリジナルLPの裏ジャケットはロドニー・マシューズがデザインした。
Eduardo Rivadaviaはオールミュージックにおいて5点満点中3.5点を付け「シングル"Whiskey in the Jar"の予期せぬ成功により、バンドは以前よりも予算と時間をかけてレコーディングできるようになり、彼らのアルバムとしては初めて、満足のいく音質となった」「ソウルフルな作風の次作『ナイト・ライフ』よりもハードにロックしており、しばしばバンド初の重要作とみなされている」と評している。

## リイシュー
2010年に2枚組CDとして発売されたリマスター盤は、ディスク1にアルバム本編とボーナス・トラック10曲、ディスク2にBBCスタジオ・ライブ音源を収録している。ボーナス・トラックのうち「ランドルフズ・タンゴ」と「ブロークン・ドリームズ」は、1973年にデッカから発売されたシングル(F13402)からの曲で、「リトル・ダーリング」と「シタモイア」は、ゲイリー・ムーア加入後に録音された曲である。

## 収録曲
特記なき楽曲はフィル・ライノット作。
1. ママ・ネイチャー・セッド - "Mama Nature Said" - 4:54
2. 英雄と狂人 - "The Hero and the Madman" - 6:11
3. スロー・ブルース - "Slow Blues" (Phil Lynott, Brian Downey) - 5:17
4. ザ・ロッカー - "The Rocker" (P. Lynott, Eric Bell, B. Downey) - 5:15
5. 西洋無頼 - "Vagabond of the Western World" - 4:48
6. 娘ざかりのお嬢さん - "Little Girl in Bloom" - 5:17
7. ゴナ・クリープ・アップ・オン・ユー - "Gonna Creep Up on You" (P. Lynott, E. Bell) - 3:32
8. 君に捧げる僕の歌 - "A Song for While I'm Away" - 5:09

### 2010年デラックス・エディション盤ボーナス・トラック
1. ランドルフズ・タンゴ - "Randolph's Tango" - 3:49
2. ブロークン・ドリームズ - "Broken Dreams" (P. Lynott, E. Bell, B. Downey) - 4:26
3. ザ・ロッカー（シングル・エディット） - "The Rocker (Single Version)" (P. Lynott, E. Bell, B. Downey) - 2:41
4. ヒア・アイ・ゴー・アゲイン - "Here I Go Again" - 3:51
5. クルージング - "Cruising in the Lizzymobile" (P. Lynott, Nick Tauber) - 4:07
6. リトル・ダーリング - "Little Darling" - 2:55
7. シタモイア - "Sitamoia" (B. Downey) - 3:20
8. スロー・ブルース（1977年オーヴァーダブ&リミックス・ヴァージョン） - "Slow Blues (1977 Overdubbed and Remixed Version)" (P. Lynott, B. Downey) - 5:01
9. ランドルフズ・タンゴ（ラジオ・プロモーショナル・エディット・ヴァージョン） - "Randolph's Tango (Radio Promo Edit)" - 2:25
10. ウィスキー・イン・ザ・ジャー（ラジオ・プロモーショナル・エディット・ヴァージョン） - "Whiskey in the Jar (Radio Promo Edit)" (Traditional) - 3:43

### 2010年デラックス・エディション盤ボーナス・ディスク
1. ザ・ロッカー（BBCラジオ1/イン・コンサート） - "The Rocker (BBC Radio One in Concert)" (P. Lynott, E. Bell, B. Downey) - 5:53
2. ダウン・アット・ザ・ファーム（BBCラジオ1/イン・コンサート） - "Things Ain't Working Out Down at the Farm (BBC Radio One in Concert)" - 7:32
3. スロー・ブルース（BBCラジオ1/イン・コンサート） - "Slow Blues (BBC Radio One in Concert)" (P. Lynott, B. Downey) - 7:29
4. ゴナ・クリープ・アップ・オン・ユー（BBCラジオ1/イン・コンサート） - "Gonna Creep Up on You (BBC Radio One in Concert)" (P. Lynott, E. Bell) - 3:27
5. 自殺（BBCラジオ1/イン・コンサート） - "Suicide (BBC Radio One in Concert)" - 4:28
6. 西洋無頼（BBCラジオ1/ジョン・ピール・セッション） - "Vagabond of the Western World (BBC Radio One John Peel Session)" - 4:27
7. ゴナ・クリープ・アップ・オン・ユー（BBCラジオ1/ジョン・ピール・セッション） - "Gonna Creep Up on You (BBC Radio One John Peel Session)" (P. Lynott, E. Bell) - 3:22
8. 娘ざかりのお嬢さん（BBCラジオ1/ロック・オン・セッション） - "Little Girl in Bloom (BBC Radio One Rock On Session)" - 4:41
9. シタモイア（BBCラジオ1/ボブ・ハリス・セッション） - "Sitamoia (BBC Radio One Bob Harris Session)" (B. Downey) - 3:45
10. リトル・ダーリング（BBCラジオ1/ボブ・ハリス・セッション） - "Little Darling (BBC Radio One Bob Harris Session)" - 3:05
11. スロー・ブルース（BBCラジオ1/ボブ・ハリス・セッション） - "Slow Blues (BBC Radio One Bob Harris Session)" (P. Lynott, B. Downey) - 5:31
12. ショウダウン〜キング・クールの手の内（BBCラジオ1/ボブ・ハリス・セッション） - "Showdown (BBC Radio One Bob Harris Session)" - 4:40
13. ブラック・ボーイズ・オン・ザ・コーナー（BBCラジオ1/ジョン・ピール・セッション） - "Black Boys on the Corner (BBC Radio One John Peel Session)" - 4:12

## 参加ミュージシャン
- フィル・ライノット - ボーカル、ベース
- エリック・ベル - ギター、バッキング・ボーカル
- ブライアン・ダウニー - ドラムス、パーカッション

アディショナル・ミュージシャン
- ヤン・シェルハース - オルガン(on #1)
- キッド・ジェンセン - ボイス(on #2)
- フィアチラ・トレンチ（英語版） - ストリングス・アレンジ(on #8)
- アラン・メリック、アラン・スローン、ゴドフリー・サーモン、イアン・マッキノン、ピーター・オクサー、ピーター・プール - ヴァイオリン
- ドン・マクヴェイ、トニー・ハリス - ヴィオラ
- クエンティン・ウィリアム - チェロ
- ポール・モスビー - オーボエ